# Dekanat Świebodzin – Miłosierdzia Bożego
Dekanat Świebodzin-Miłosierdzia Bożego – jeden z 30 dekanatów katolickich należących do diecezji zielonogórsko-gorzowskiej, w którego skład wchodzi 7 parafii.
Dziekanem jest od 2023 roku ks. Paweł Bryk, proboszcz i kustosz sanktuarium Miłosierdzia Bożego w Świebodzinie.

## Władze dekanatu[1]
- Dziekan: ks. kan. Paweł Bryk (od 2.10.2023)
- Wicedziekan: wakat
- Ojciec duchowny: ks. Leszek Wilk (od 3.12.2023)
- Dekanalny duszpasterz młodzieży i powołań: ks. Łukasz Żołubak (od 6.09.2023)

## Parafie
- Parafia św. Alberta Chmielowskiego w Ciborzu
- Parafia św. Bartłomieja w Ołoboku
- Parafia Wniebowzięcia Najświętszej Maryi Panny w Opalewie
- Parafia Narodzenia Najświętszej Maryi Panny w Skąpem
- Parafia św. Anny w Szczańcu
- Parafia Miłosierdzia Bożego w Świebodzinie, w której znajduje się sanktuarium Miłosierdzia Bożego
- Parafia Narodzenia NMP w Wilkowie